# 野田ちゃん
野田ちゃん（のだちゃん、1975年8月31日 - ）は、日本のお笑いタレント。旧芸名、野田カズヤス。ソニー・ミュージックアーティスツ　SMA NEET Project所属。

## 来歴
- 福岡県柳川市生まれ、東京都練馬区育ち。大分大学工学部卒業。
- 大学の同級生とコンビ「ラッパリオ」を組んで東京に戻り、渋谷公園通り劇場のオーディションを受けるが合格はしないまま劇場が閉鎖した。フリーライブに出演するが、相方がチケットノルマの支払いを嫌がったため自然消滅的に解散。その後はトリオ「トンコツ荘」（相方の1人はYume Wo Katare創業者の西岡津世志[1]）ほか数組を経て、7人組コントユニット「NOVCO」で一緒だった井上二郎（現・チャーミングじろうちゃん）らとトリオを組み、2004年に井上とのコンビ「チャーミング」となる。「チャーミング」は2018年3月9日に解散し、その後はピン芸人として活動。
- 「おもしろ荘2021新年SP」（日本テレビ）に出演し、最年長出場記録を更新[2]。白シャツ、白スーツ、蝶ネクタイでネタ「野田ちゃんっすわ！」を披露し、「野田ちゃん」が年越しのTwitterトレンド3位となる。
- 「R-1グランプリ」の出場資格変更（芸歴制限）に伴い2021年に始動した芸歴11年目以上の大会「Be-1グランプリ」で優勝[3]。
- 同年「チャンスの時間」（ABEMA）番組内「R-1出られなくなった人-1グランプリ」で優勝。
- 2021年5月19日 「アメトーーク!」（テレビ朝日・ABCテレビ）「ソニー芸人」にバイきんぐ、ハリウッドザコシショウ、錦鯉、コウメ太夫らと出演[4]。
- キングオブコント2021には紺野ぶるまと「野田ぶるまちゃん」、同2022年大会にはやす子と「やす子と野田ちゃん」名義でエントリー。
- M-1グランプリ2021、2022には「やす子と野田ちゃん」名義でエントリー[5]、2023年にはコンビ「チャーミング」を再結成しエントリー、ラストイヤーとなった。
- 「チャンスの時間」（ABEMA）の企画「芸能界最弱王決定戦 TEIHEN」に2022年の初回から出演し、2023年、2024年にそれぞれ優勝している。

## 人物

### 特徴
- 身長173 cm、体重57 kg、BMI19、乙女座、血液型はAB型。

### 趣味・嗜好
- 2022年6月頃から腹筋ローラーを100日間続け、身体を鍛えた。

### 性格
- 口喧嘩が強い。相手の言い分は一切聞かず、マシンガンのように一方的に責め立てるスタイルでハリウッドザコシショウのYouTubeチャンネル、「ザコシの動画でポン!」の企画『口喧嘩の花道』にて12連勝した（ジャック豆山との一試合は無効）。

### 家族・親族
- 弟が2人いる。
- 2021年6月30日「水曜日のダウンタウン」(TBS)「SONY芸人、SONY製品持ってないとは言わせない説」検証時、一緒に暮らしている母親のCDラジカセでクリアした。

### 交友関係
- 「野田ちゃん軍団」を結成しており、団員にはジュリン・ゆうきたけし・北村村長・サラリーマン北村・シュビシャビレらが名を連ねる。

### エピソード
- 水道メーター検針のアルバイトを1998年頃から続け、ハリウッドザコシショウやロビンフットおぐを含む約100人の芸人に広めた。
- 地元で無料ライブ「野田ちゃんの練馬でオモシロ60分」を毎月行なっている。
- 芸歴22年目で『踊る!さんま御殿!!』（日本テレビ）へ初出演し、物怖じしないトークでスタジオを沸かせた[6]。
- 「チャンスの時間」（ABEMA）2022年3月10日 #127「R-1出られなくなった人-1グランプリ」では、千鳥の大悟が「野田ちゃんマジでR-1あったな」「ヘタすりゃ優勝もあった」と発言。以降、#136、145、183、189、200、212、227、246、289、291に出演。2022年7月31日 #183では「シン・野田ちゃん選手権」[7]が行われガリットチュウ熊谷茶、シシガシラ脇田、ウエストランド井口、ルシファー吉岡と野田ちゃんのネタ「○○っすわ！」を競い合い、優勝した。
- 軍団員とご飯に行く際、誰か奢ってくれる人を連れてきてくれるという[8]。

## 出演

### テレビ
- ぐるぐるナインティナイン「おもしろ荘」、「ゴチになります！」(日本テレビ)
- 踊る!さんま御殿!!(日本テレビ)
- 有吉の壁(日本テレビ)
- 直撃!シンソウ坂上(フジテレビ)
- ENGEIグランドスラム(フジテレビ)
- さんまのお笑い向上委員会(フジテレビ)
- そろそろにちようチャップリン(テレビ東京)
- 東京オーディション(東京メトロポリタンテレビジョン)
- MX Powered by TV〜元気ジャパン〜(東京メトロポリタンテレビジョン)

### 配信
- チャンスの時間(ABEMA)
- 配信ザコシの珍棒JOCKEY（2020年9月12日）
- ぐるナイ おもしろ荘 オンラインTHE LIVE（Huluストア、2021年3月13日）
- 伝達がありまっすわ!!!（自主企画配信、2021年5月16日・6月18日・7月24日）
- 第3回「AUN〜コンビ大喜利王決定戦〜」（東京・北沢タウンホール配信、2021年8月28日）紺野ぶるまと組んだユニット「野田ぶるまちゃん」として
- 松竹芸能×SMA×ビクター 三社合同企画「お笑いBatonライブ」（東京・Veats SHIBUYA配信、2021年9月22日）

### ラジオ
- MUSIClock with THE FIRST TIMES 隔週火曜(InterFM)
- 逆襲ザコシのチョゲチョゲPARK(AuDee、元相方のチャーミングじろうちゃんとも共演)

| 逆襲ザコシのチョゲチョゲPARK | 逆襲ザコシのチョゲチョゲPARK | 逆襲ザコシのチョゲチョゲPARK                             | 逆襲ザコシのチョゲチョゲPARK | 逆襲ザコシのチョゲチョゲPARK               |
| 出演日                       | #                            | タイトル                                                 | 出典                         | 備考                                       |
| ---------------------------- | ---------------------------- | -------------------------------------------------------- | ---------------------------- | ------------------------------------------ |
| 2020年4月3日                 | #2                           | 「ドキュメンタルで売れ逃したな。...」                    | [9]                          |                                            |
| 2020年6月5日                 | #6                           | 「ダブルの持ち方なんだよ、お前！...」                    | [10]                         |                                            |
| 2020年7月24日                | #13                          | 「ただ...見せただけですよね」                            | [11]                         |                                            |
| 2020年9月11日                | #20                          | 「東京FM 出禁になるぞ」                                  | [12]                         |                                            |
| 2020年10月9日                | #24                          | 「うんちょっちょカルパス」                               | [13]                         |                                            |
| 2020年12月4日                | #32                          | 「...ごし？」                                            | [14]                         |                                            |
| 2021年1月15日                | #38                          | 「信頼と実績の...」                                      | [15]                         |                                            |
| 2021年3月12日                | #46                          | 「娘とかに見せれねぇよ」                                 | [16]                         |                                            |
| 2021年5月7日                 | #54                          | 「マジック...」                                          | [17]                         |                                            |
| 2021年6月11日                | #59                          | 「ちょっとシュシュっとパンケーキ」                       | [18]                         | 野田ちゃんのみ、やす子と共演               |
| 2021年7月16日                | #64                          | 「飲む吸う飲む吸うゆーびたん飲む吸う飲む吸うゆーびたん」 | [19]                         | 野田ちゃんのみ、だーりんず松本りんすと共演 |
| 2021年9月10日                | #72                          | 「私もう...でしか生きられない」                          | [20]                         |                                            |
| 2021年12月3日                | #84                          | 「やればやるほど...システム」                            | [21]                         |                                            |
- や団のGERA SPECIAL (お笑いラジオアプリGERA、#4 2022年10月13日、#8 11月10日、#13 12月29日)
- アマレス兄弟のらじおレスリング!（stand.fm、2021年8月25日「アマレス太郎 トーク100番勝負！」[22]）
- さんだるのぴよぴよさんだる (お笑いラジオアプリGERA、#30 2021年01月11日)